# Präzisionstrichter
Das Wort Präzisionstrichter bezeichnet ein rhetorisches Mittel. Dabei wird durch Fragen versucht, eine recht allgemeine Aussage auf eine konkrete Aussage zuzuspitzen (siehe auch Konkretisierung). Das Ziel ist, eine Aussage greifbarer zu machen, um darauf überhaupt substanziell reagieren zu können.
Um den Zweck dieser Gesprächstechnik zu verstehen, muss man sich klarmachen, weshalb Verallgemeinerungen eine sachliche Auseinandersetzung erschweren:
- Vage Mengenangaben lassen sich nicht widerlegen. Die Aussage: „Manchmal hast du schon deine Socken liegen lassen“, kann man nicht widerlegen, indem man darauf hinweist, dass gerade keine Socke daliegt.
- Abstrakte Aussagen lassen sich nicht widerlegen. Die Aussage: „Du bist unordentlich“, lässt sich nicht widerlegen, weil nicht klar ist, woran man konkret beobachten kann, ob jemand unordentlich ist (siehe Empirie). Nachfolgend ist deshalb auch nicht feststellbar, ob jemand ordentlicher geworden ist, weil das Erfolgskriterium nicht so konkret beschrieben wurde, dass man es durch eine Beobachtung überprüfen könnte.

Verallgemeinerungen als rhetorisches Mittel können bewusst als Manipulationstechnik eingesetzt werden, können aber auch unabsichtlich geschehen. Der Präzisionstrichter kann deshalb als Mittel gegen bewusste Manipulation gesehen werden, aber auch als Mittel, um eine unbeabsichtigte Kommunikationsblockade zu lösen. Die Technik kann dementsprechend sowohl bei Verhandlungen im Beruf zum Einsatz kommen, wie auch privat. Von wenigen Beobachtungen auf eine allgemeingültige Regel zu schließen, ist auch erkenntnistheoretisch problematisch (siehe Induktionsproblem). Marshall B. Rosenberg geht davon aus, dass statische Festschreibungen häufig zu Konflikten führen, und empfiehlt deswegen eine handlungsorientierte, prozesshafte Sprache (siehe Gewaltfreie Kommunikation).